# Chiesa di San Giovanni Decollato (Trieste)
La chiesa di San Giovanni Decollato si trova a Trieste e più precisamente nella località di San Giovanni.

## Storia
Poiché nel XIX secolo l'antica chiesetta dei Santi Giovanni e Pelagio (ancora esistente, situata in località Borgo San Pelagio) era troppo piccola per contenere tutti i fedeli che volevano assistere alle funzioni religiose, si decise di realizzare una nuova chiesa, più grande. Il progetto venne affidato a Giuseppe Sforzi, i lavori iniziarono nel 1856 e terminarono nel 1858 con la consacrazione della chiesa. La parrocchia di San Giovanni fu istituita nel 1864.